# Пустошка (Псковська область)
Пустошка — місто (з 1925) в Росії, адміністративний центр Пустошкинського району Псковської області. Утворює муніципальне утворення «Пустошк» (зі статусом «міське поселення» — у межах міста).